# Straßenkreuzer (Sozialmagazin)

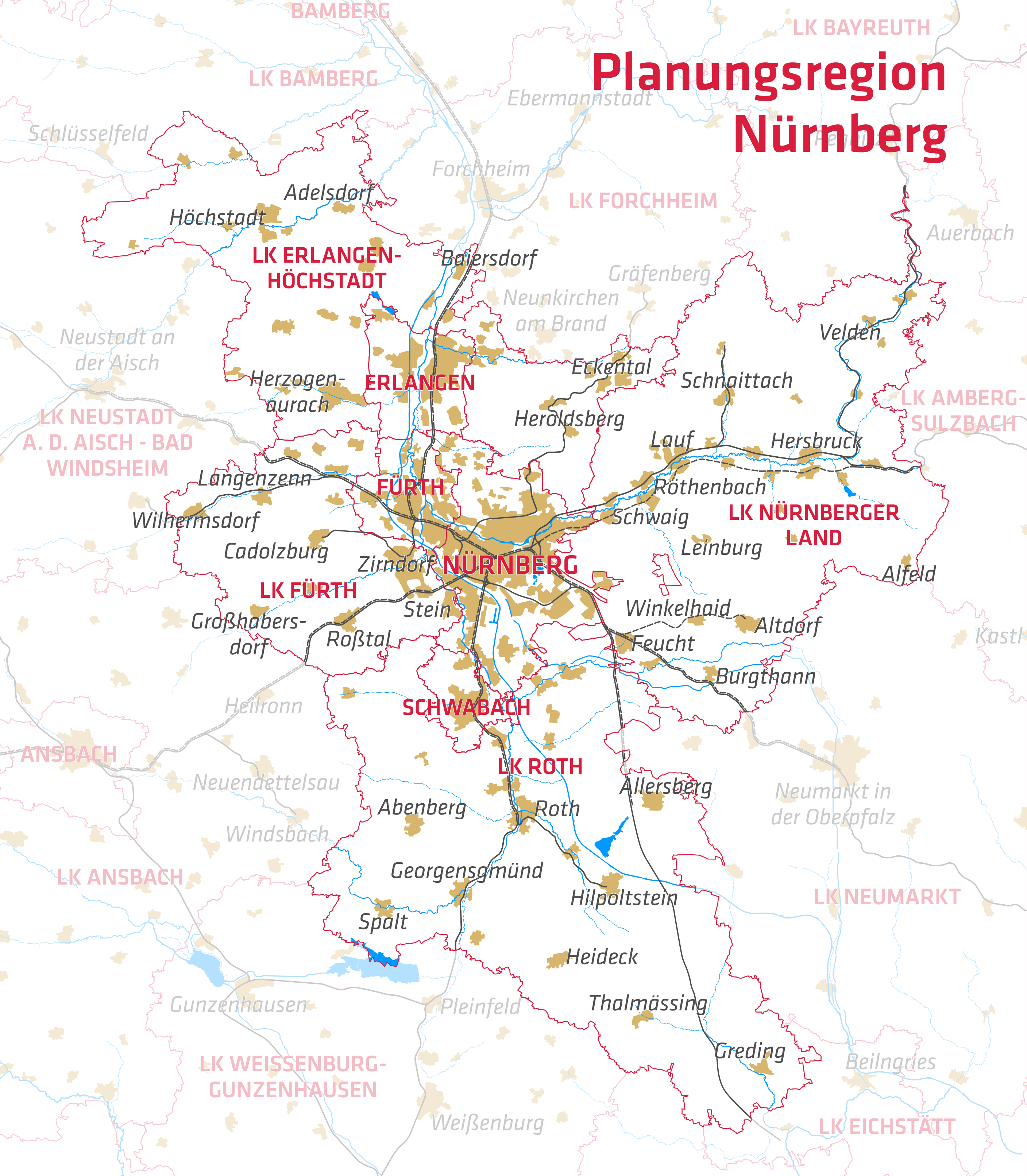
Das Verbreitungsgebiet entspricht in etwa der Planungsregion Nürnberg

Der Straßenkreuzer – Das Sozialmagazin ist eine Straßenzeitung die elfmal im Jahr im Großraum Nürnberg in einer Auflage von jeweils 12.000 bis 18.000 Stück erscheint. Das Sozialmagazin wird auf der Straße von Armen und Obdachlosen verkauft. Das redaktionelle Konzept setzt auf journalistische Professionalität.

## Inhalt
In jedem Heft wird ein Schwerpunktthema aufgegriffen, das aus verschiedenen Perspektiven beleuchtet wird. Die Inhalte werden von bekannten Journalisten und Fotografen des Großraums, meist ehrenamtlich, gestaltet. Zwei Seiten sind für die „Schreibwerkstatt“ reserviert, dazu treffen sich regelmäßig Verkäufer, Wärmestubenbesucher und andere Bürger in der Redaktion, um Themen zu erarbeiten und Texte zu schreiben.

## Konzept
Die Zeitschrift wird für 2,70 Euro verkauft, die Verkäufer kaufen die Hefte für 1,30 Euro ein. Der regelmäßige Verkauf der Hefte soll den Verkäufern eine berufliche Perspektive bieten und einen Wiedereinstieg in das soziale Leben ermöglichen. Im Großraum Nürnberg, Fürth und Erlangen gibt es rund 50 regelmäßige Verkäufer. Einen Verkäuferausweis erhalten Menschen, deren Einkommen nicht über Hartz-IV-Niveau liegt.
Der Straßenkreuzer ist unabhängig. Das Magazin finanziert sich durch den Verkauf, Anzeigen sowie Spenden. Getragen wird die Zeitschrift vom mildtätigen Verein Straßenkreuzer e.V.

## Geschichte
Der Straßenkreuzer wurde 1994 von Politikern, Sozialarbeitern, Journalisten und gesellschaftlich aktiven Bürger gegründet. Am Anfang erschien das Heft mit einer Auflage von 10.000 Stück viermal im Jahr. Seit 2010 erscheint der Straßenkreuzer elf Mal im Jahr.
1998 wurde der Straßenkreuzer mit einem „Nürnberg-Stipendium“ im Rahmen des Preis der Stadt Nürnberg ausgezeichnet.
2006 erhielt das Magazin den „SpardaMedienpreis für bürgerschaftliches Engagement“.
2002 wurde das Projekt Straßenkreuzer-CD ins Leben gerufen. Seitdem erscheint jedes Jahr eine CD mit Beiträgen wechselnder Musiker aus dem Großraum Nürnberg, die einen Song für die CD spenden. Die CDs werden ebenfalls von den Verkäufern des Sozialmagazins vertrieben. Sie behalten einen großen Teil des Verkaufserlöses.
2008 wurden die Sozialstadtführungen unter dem Namen „Schicht-Wechsel“ ins Leben gerufen. 2010 wurde unter dem Namen „Straßenkreuzer Uni“ außerdem ein Bildungsprogramm ins Leben gerufen.
Im November 2010 erhielt der Straßenkreuzer aus den Händen von Bayerns SPD-Landtagsfraktionschef Markus Rinderspacher den Wilhelm-Hoegner-Preis, die höchste Auszeichnung der Landtagsfraktion der BayernSPD.

## Straßenkreuzer-Uni
„Bildung für alle“ ist das Ziel der Straßenkreuzer-Uni. Seit 2010 werden in Nürnberg in jedem Semester neun Veranstaltungen angeboten. Vorträge, Führungen, Lehrfahrten und Workshops stehen allen Menschen offen, unabhängig von Einkommen, Bildung oder Wohnort. Von „Entscheidungen treffen mit dem Inneren Team“ über „Krieg in Europa“ bis zu „Aktionskunst und lebendige Skulpturen“ ist das Programm vielfältig. Lehrende sind Wissenschaftler und Praktiker, die sich ehrenamtlich engagieren.